# Bergaster
De bergaster (Aster amellus) is een overblijvende plant, die behoort tot de composietenfamilie. De soort komt van nature voor in Midden- en Oost-Europa. Het aantal chromosomen is 2n = 18.
De plant wordt 20-50 (70) cm hoog en heeft kort behaarde, rechtopgaande stengels. De donkergroene, behaarde, drienervige, 3-5 cm lange bladeren zijn zowel aan de bovenkant als de onderkant ruw. De onderste, eivormig-langwerpige of elliptische bladeren zijn gesteeld. De bovenste zijn langwerpig-lancetvormig en zittend. 
De bergaster bloeit vanaf juli tot in oktober. De 2-4 (5) cm grote bloemhoofdjes zitten met 2-6 bij elkaar in korte losse tuilen. De lintbloemen zijn blauwviolet en de buisbloemen zijn geel. Het omwindsel bestaat uit met haren bezette, spatelvormige, 1,5-2,5 mm brede omwindselblaadjes, waarvan de buitenste een zeer stompe naar buiten gebogen top hebben. Er zijn 2-3 rijen omwindselbladeren.
De vrucht is een roodbruin nootje met zilvergrijs vruchtpluis, dat net zo lang is als het nootje.

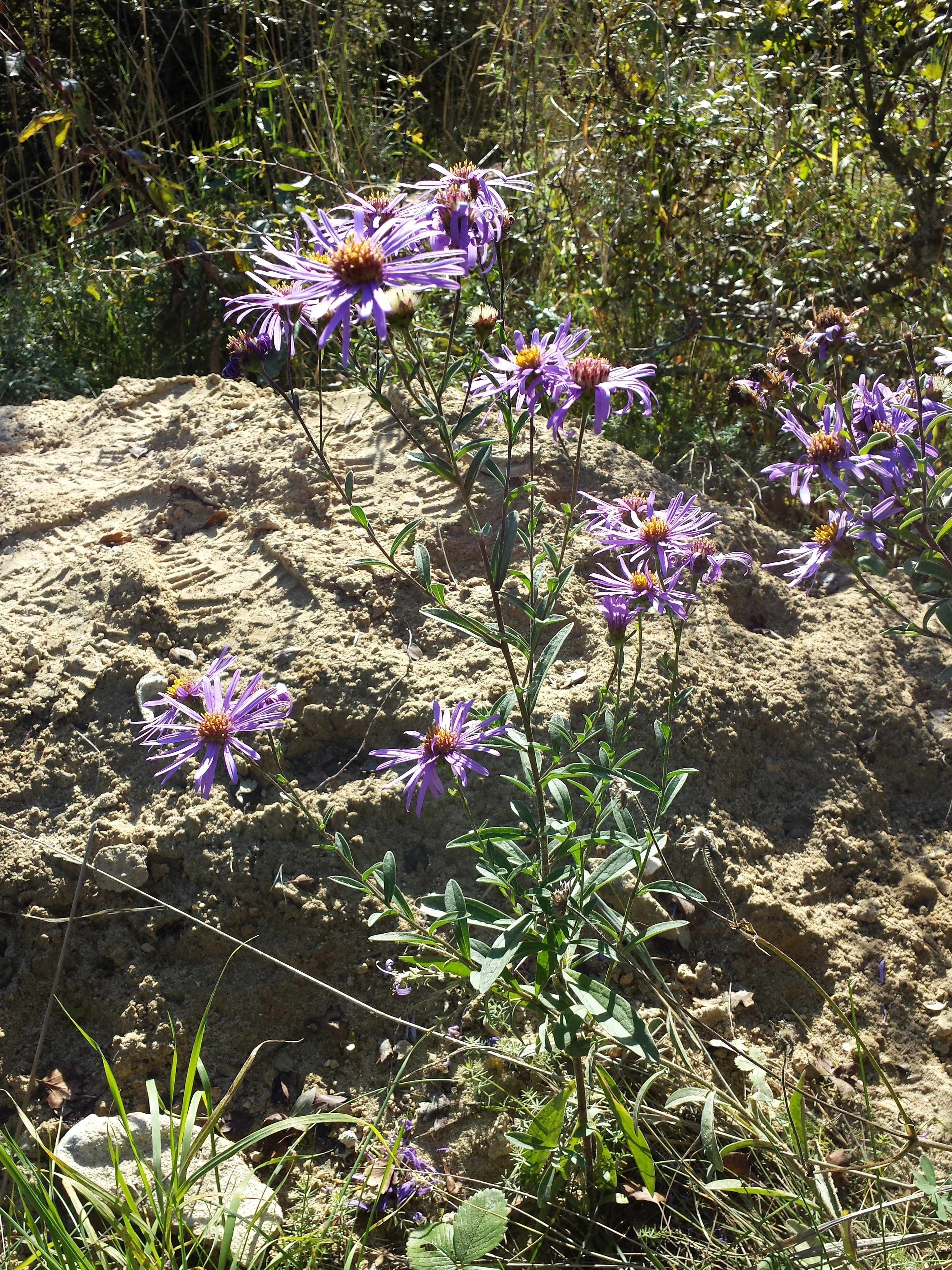
Plant
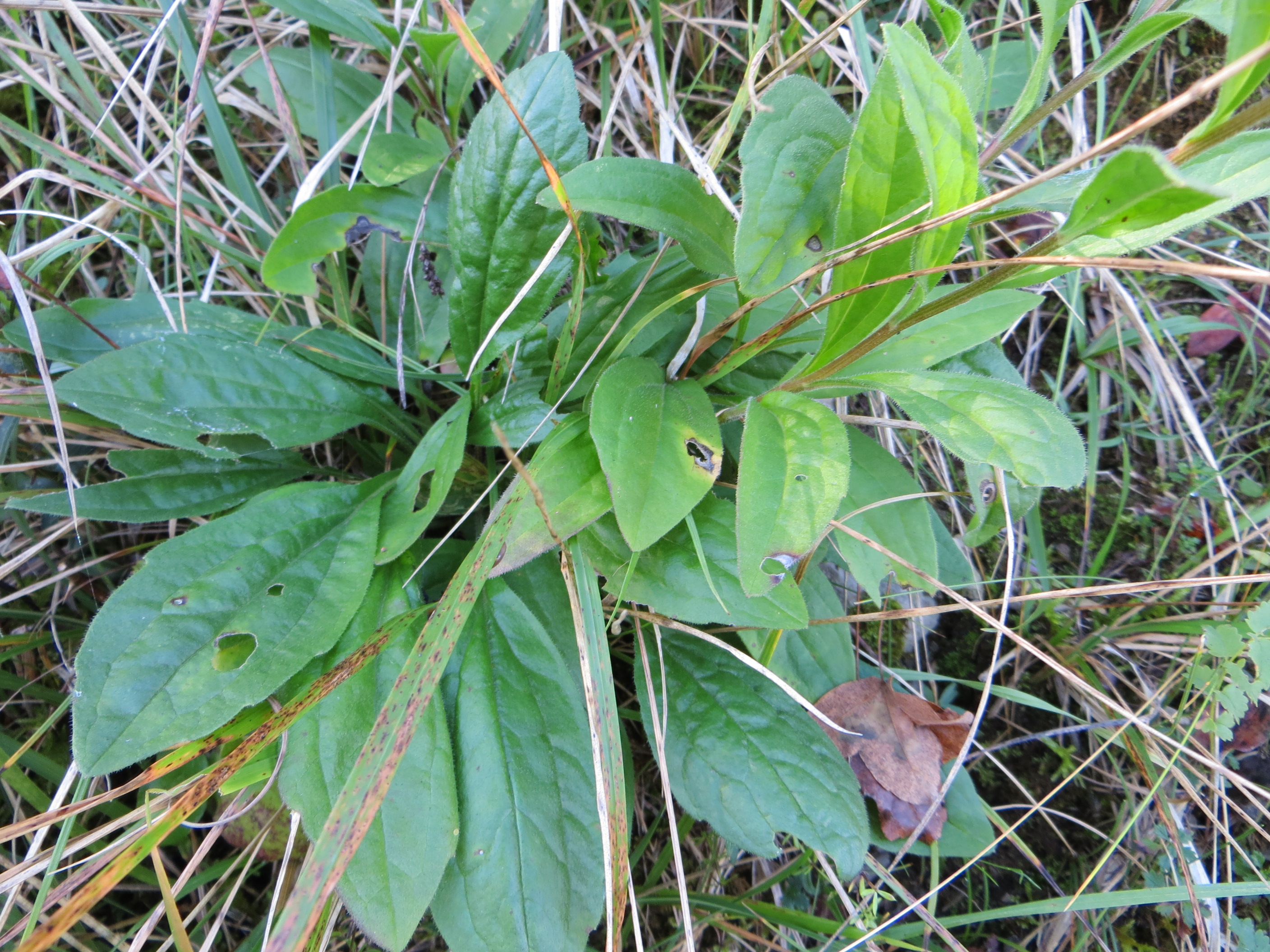
Bladeren
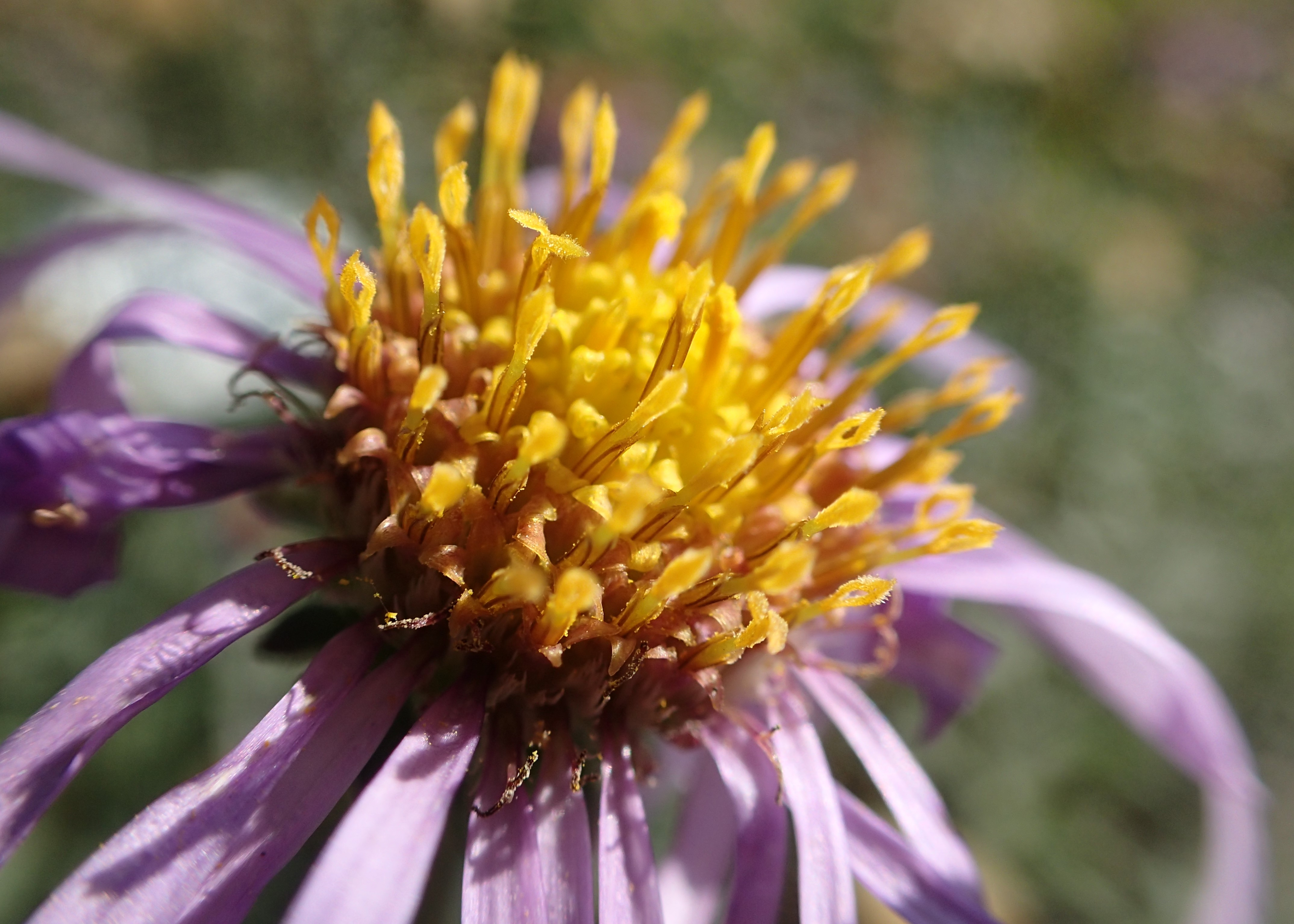
Buisbloemen
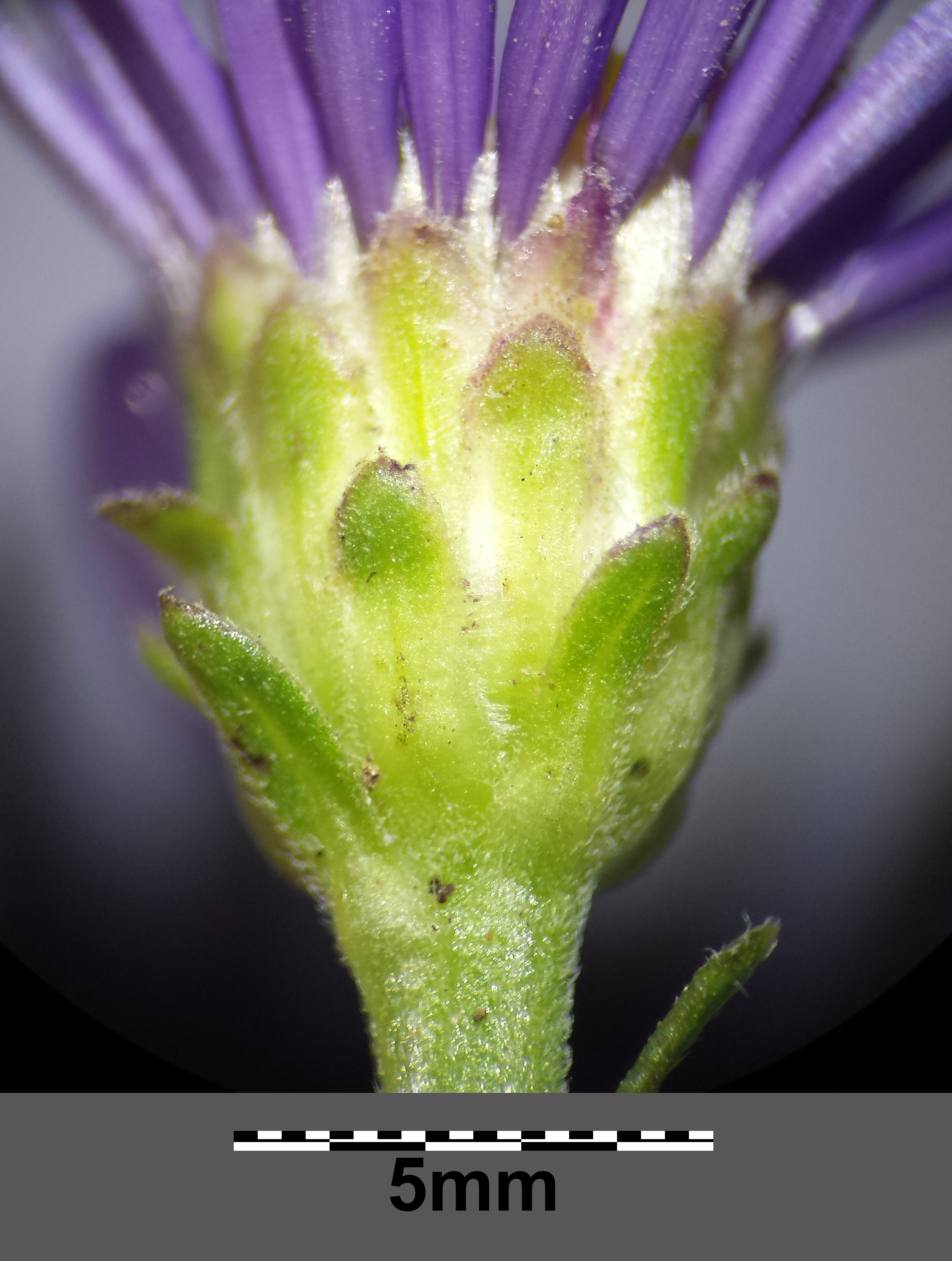
Omwindsel
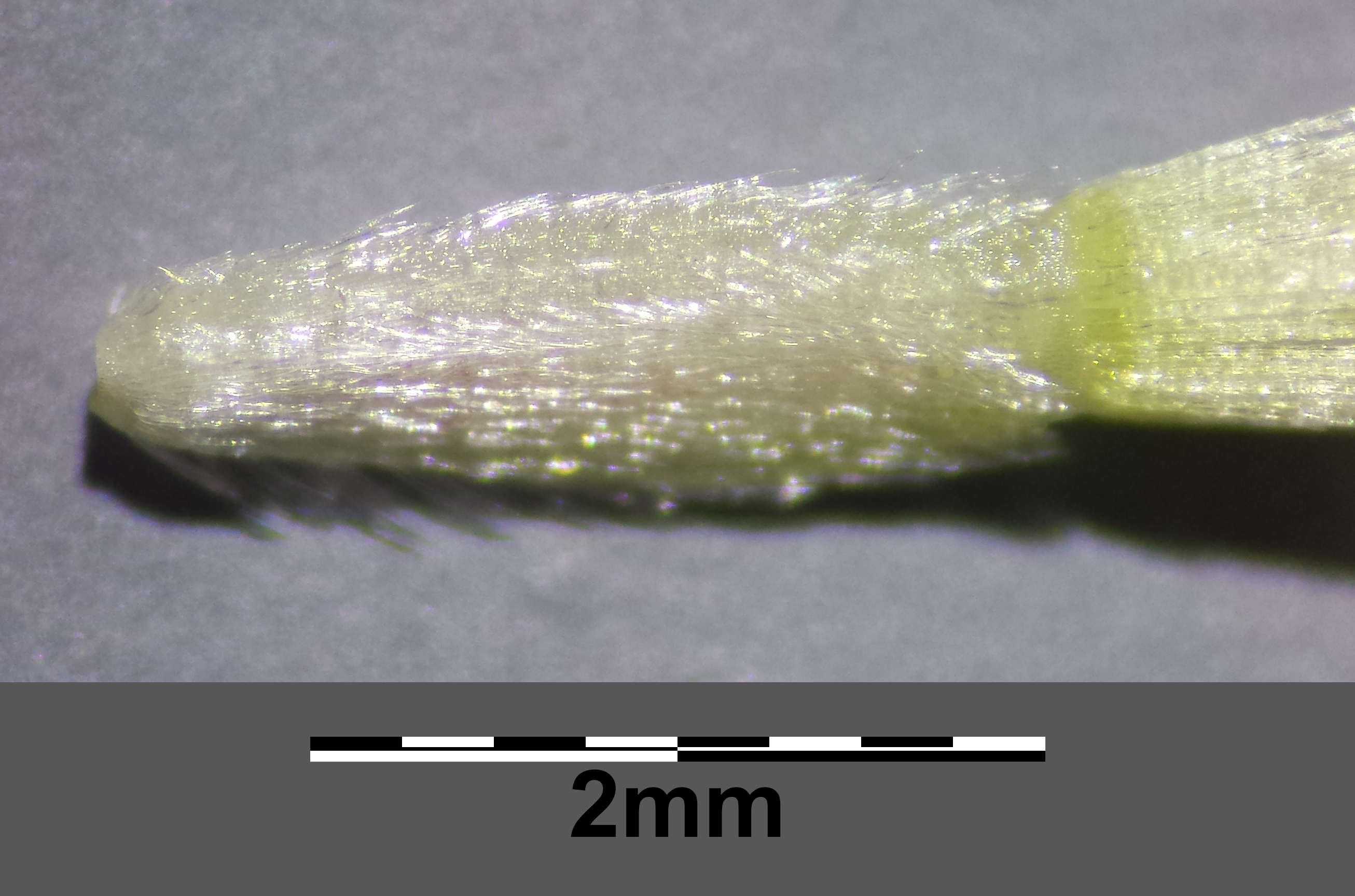
Nootje
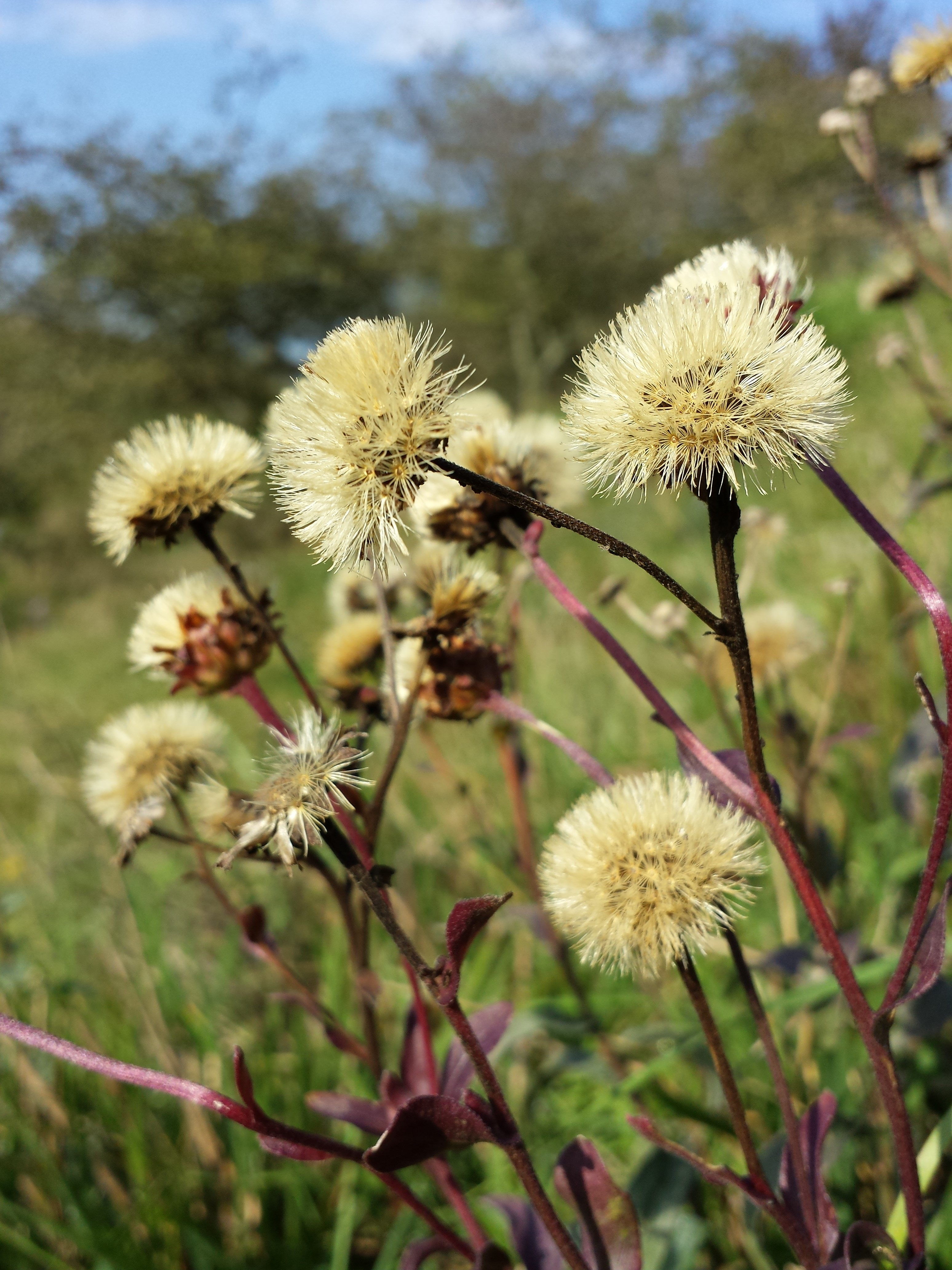
Vruchtpluis

De bergaster komt voor op droge kalkrijke gronden langs bosranden, in sub-alpiene weilanden, in kalkgrasland en op rotsachtige plaatsen.

## Ondersoorten

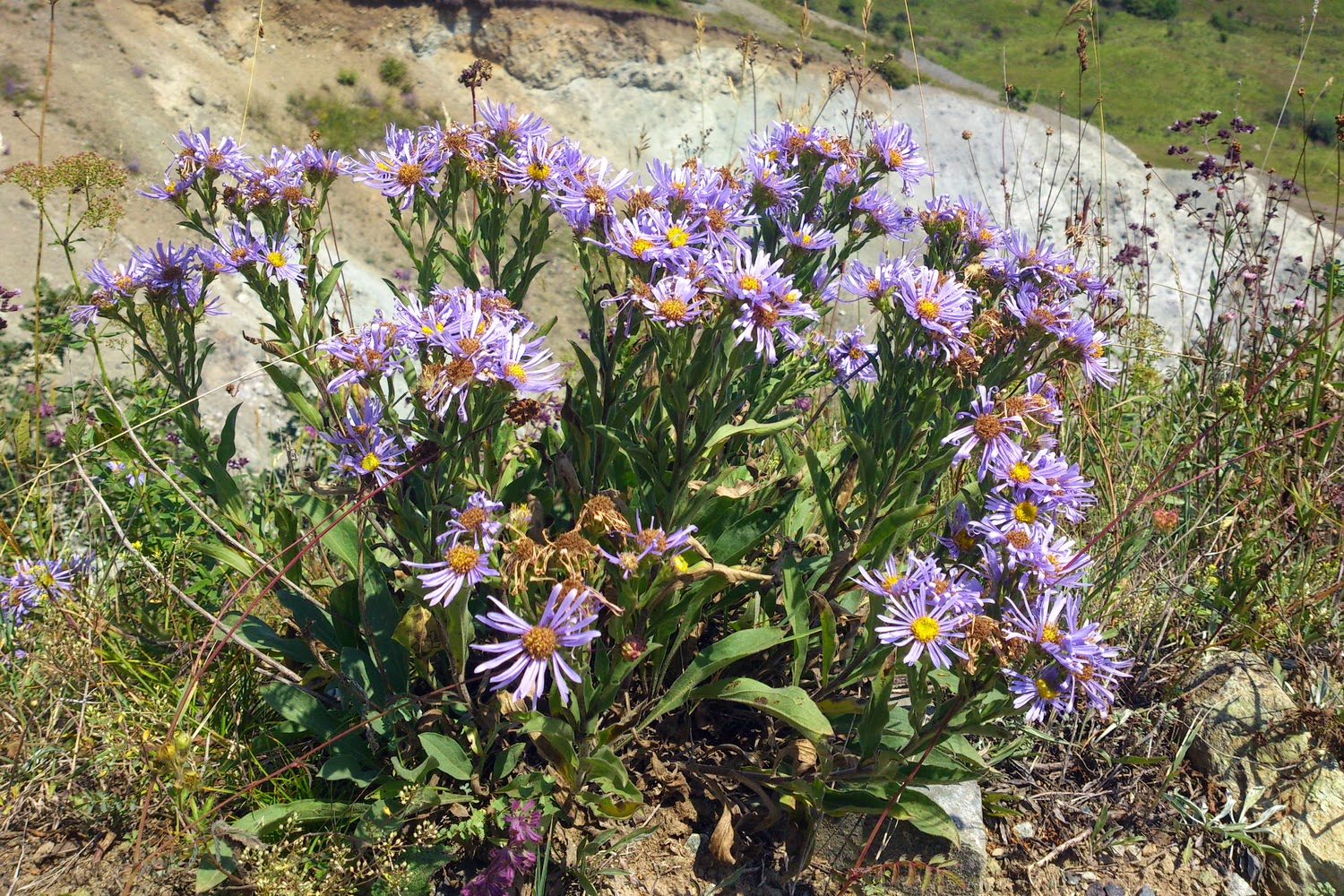
Aster amellus subsp. ibericus

- Aster amellus subsp. amellus
- Aster amellus subsp. bessarabicus
- Aster amellus subsp. ibericus

## Cultivars
De bergaster wordt gebruikt als sierplant en heeft cultivars met blauwe, roze en witte bloemen. De volgende cultivars hebben een onderscheiding van de Royal Horticultural Society gekregen:
- 'Framfieldii'[2]
- 'Jacqueline Genebrier'[3]
- 'King George'[4]
- 'Veilchenkönigin'[5]